# Dominique Youfeigane
Dominique Youfeigane (Saint-Maurice, 7 febbraio 2000) è un calciatore francese naturalizzato centrafricano, portiere del Manchester 62 e della nazionale centrafricana.

## Biografia
Nasce in Francia, ma la sua famiglia è originaria della Repubblica Centrafricana, nazionalità che sceglierà nel 2023 dopo aver giocato alcune amichevoli con le selezioni giovanili francesi Under-18 e under-19.

## Carriera

### Club
Cresce nel settore giovanile del Guingamp, giocando per alcune stagioni con la squadra B, nella quarta e quinta serie francese.
Debutta tra i professionisti il 13 novembre 2021, nella partita di Coppa di Francia vinta per 8-0 contro il Liffrè, squadra di sesta serie. Una settimana dopo, il 20 novembre 2021, debutta anche in campionato, nella sconfitta per 2-0 contro il Pau.

### Nazionale
Dopo aver giocato nelle nazionali giovanili francesi Under-18 ed Under-19 ha scelto di rappresentare la Repubblica Centrafricana, con la cui nazionale maggiore ha esordito nel 2023.

## Statistiche

### Presenze e reti nei club
| Stagione          | Squadra           | Campionato        | Campionato | Campionato | Coppe nazionali | Coppe nazionali | Coppe nazionali | Coppe continentali | Coppe continentali | Coppe continentali | Altre coppe | Altre coppe | Altre coppe | Totale | Totale |
| Stagione          | Squadra           | Comp              | Pres       | Reti       | Comp            | Pres            | Reti            | Comp               | Pres               | Reti               | Comp        | Pres        | Reti        | Pres   | Reti   |
| ----------------- | ----------------- | ----------------- | ---------- | ---------- | --------------- | --------------- | --------------- | ------------------ | ------------------ | ------------------ | ----------- | ----------- | ----------- | ------ | ------ |
| 2017-2018         | Guingamp 2        | N3                | 3          | ?          | -               | -               | -               | -                  | -                  | -                  | -           | -           | -           | 3      | ?      |
| 2018-2019         | Guingamp 2        | N3                | 14         | ?          | -               | -               | -               | -                  | -                  | -                  | -           | -           | -           | 14     | ?      |
| 2019-2020         | Guingamp 2        | N2                | 14         | -21        | -               | -               | -               |                    |                    |                    |             |             |             | 14     | -21    |
| 2020-2021         | Guingamp 2        | N2                | 8          | -8         | -               | -               | -               | -                  | -                  | -                  | -           | -           | -           | 8      | -8     |
| 2021-2022         | Guingamp 2        | N2                | 3          | -4         | -               | -               | -               |                    |                    |                    |             |             |             | 3      | -4     |
| 2022-2023         | Guingamp 2        | N2                | 2          | -4         | -               | -               | -               |                    |                    |                    |             |             |             | 2      | -4     |
| Totale Guingamp 2 | Totale Guingamp 2 | Totale Guingamp 2 | 44         | -37+       |                 | -               | -               |                    | -                  | -                  |             | -           | -           | 44     | -37+   |
| 2021-2022         | Guingamp          | L2                | 5          | -6         | CdF             | 3               | -3              | -                  | -                  | -                  | -           | -           | -           | 8      | -9     |
| 2022-2023         | Guingamp          | L2                | -          | -          | CdF             | 2               | -2              | -                  | -                  | -                  | -           | -           | -           | 2      | -2     |
| Totale Guingamp   | Totale Guingamp   | Totale Guingamp   | 5          | -6         |                 | 5               | -5              |                    | -                  | -                  |             | -           | -           | 10     | -11    |
| Totale carriera   | Totale carriera   | Totale carriera   | 49         | -43+       |                 | 5               | -5              |                    | -                  | -                  |             | -           | -           | 54     | -48+   |

### Cronologia presenze e reti in nazionale
| Cronologia completa delle presenze e delle reti in nazionale ― Rep. Centrafricana | Cronologia completa delle presenze e delle reti in nazionale ― Rep. Centrafricana | Cronologia completa delle presenze e delle reti in nazionale ― Rep. Centrafricana | Cronologia completa delle presenze e delle reti in nazionale ― Rep. Centrafricana | Cronologia completa delle presenze e delle reti in nazionale ― Rep. Centrafricana | Cronologia completa delle presenze e delle reti in nazionale ― Rep. Centrafricana | Cronologia completa delle presenze e delle reti in nazionale ― Rep. Centrafricana | Cronologia completa delle presenze e delle reti in nazionale ― Rep. Centrafricana |
| Data                                                                              | Città                                                                             | In casa                                                                           | Risultato                                                                         | Ospiti                                                                            | Competizione                                                                      | Reti                                                                              | Note                                                                              |
| --------------------------------------------------------------------------------- | --------------------------------------------------------------------------------- | --------------------------------------------------------------------------------- | --------------------------------------------------------------------------------- | --------------------------------------------------------------------------------- | --------------------------------------------------------------------------------- | --------------------------------------------------------------------------------- | --------------------------------------------------------------------------------- |
| 23-3-2023                                                                         | Antananarivo                                                                      | Madagascar                                                                        | 0 – 3                                                                             | Rep. Centrafricana                                                                | Qual. Coppa d'Africa 2023                                                         | -                                                                                 |                                                                                   |
| 27-3-2023                                                                         | Douala                                                                            | Rep. Centrafricana                                                                | 2 – 0                                                                             | Madagascar                                                                        | Qual. Coppa d'Africa 2023                                                         | -                                                                                 |                                                                                   |
| 11-6-2013                                                                         | Douala                                                                            | Rep. Centrafricana                                                                | 1 – 1                                                                             | Uganda                                                                            | Amichevole                                                                        | -1                                                                                |                                                                                   |
| 17-6-2023                                                                         | Douala                                                                            | Rep. Centrafricana                                                                | 1 – 2                                                                             | Angola                                                                            | Qual. Coppa d'Africa 2023                                                         | -1                                                                                | 70’                                                                               |
| 17-11-2023                                                                        | Iconi                                                                             | Comore                                                                            | 4 – 2                                                                             | Rep. Centrafricana                                                                | Qual. Mondiali 2026                                                               | -4                                                                                |                                                                                   |
| 20-11-2023                                                                        | Bamako                                                                            | Mali                                                                              | 1 – 1                                                                             | Rep. Centrafricana                                                                | Qual. Mondiali 2026                                                               | -1                                                                                | 66’                                                                               |
| 22-3-2024                                                                         | Colombo                                                                           | Rep. Centrafricana                                                                | 6 – 0                                                                             | Bhutan                                                                            | Amichevole                                                                        | -                                                                                 |                                                                                   |
| 5-6-2024                                                                          | Oujda                                                                             | Rep. Centrafricana                                                                | 1 – 0                                                                             | Ciad                                                                              | Qual. Mondiali 2026                                                               | -                                                                                 |                                                                                   |
| 10-6-2024                                                                         | Kumasi                                                                            | Ghana                                                                             | 4 – 3                                                                             | Rep. Centrafricana                                                                | Qual. Mondiali 2026                                                               | -4                                                                                |                                                                                   |
| 5-9-2024                                                                          | El Jadida                                                                         | Rep. Centrafricana                                                                | 3 – 1                                                                             | Lesotho                                                                           | Qual. Coppa d'Africa 2025                                                         | -1                                                                                |                                                                                   |
| 10-9-2024                                                                         | Franceville                                                                       | Gabon                                                                             | 2 – 0                                                                             | Rep. Centrafricana                                                                | Qual. Coppa d'Africa 2025                                                         | -2                                                                                |                                                                                   |
| 12-10-2024                                                                        | Oujda                                                                             | Marocco                                                                           | 5 – 0                                                                             | Rep. Centrafricana                                                                | Qual. Coppa d'Africa 2025                                                         | -5                                                                                |                                                                                   |
| 18-11-2024                                                                        | Johannesburg                                                                      | Rep. Centrafricana                                                                | 0 – 1                                                                             | Gabon                                                                             | Qual. Coppa d'Africa 2025                                                         | -1                                                                                |                                                                                   |
| 19-3-2025                                                                         | Casablanca                                                                        | Rep. Centrafricana                                                                | 1 – 4                                                                             | Madagascar                                                                        | Qual. Mondiali 2026                                                               | -4                                                                                |                                                                                   |
| Totale                                                                            |                                                                                   | Presenze                                                                          | 14                                                                                |                                                                                   | Reti                                                                              | -24                                                                               |                                                                                   |